# Wolfgang Saliger
Wolfgang Saliger (* 24. April 1946 in Seekirchen am Wallersee) ist ein österreichischer Politiker (ÖVP). Saliger war von 1991 bis 2009 Abgeordneter zum Salzburger Landtag und war ab 2006 Dritter beziehungsweise Zweiter Landtagspräsident. Zudem war Saliger zwischen 1989 und 1991 Mitglied des Bundesrats.

## Ausbildung und Beruf
Nach dem Besuch des Akademischen Gymnasiums in Salzburg studierte Saliger Geschichte und Philosophie an der Universität Salzburg und der Universität Wien. Er trat in die Firma Alpi ein und war als gelernter Marketingmann im Werbe- und Marketingbereich tätig. Er wirkte dort rund 25 Jahre war er Zentralbetriebsratsobmann und war von 1984 bis 1989 Vizepräsident der Salzburger Arbeiterkammer sowie Mitinitiator der Salzburger Arbeitsstiftung in den Jahren 1992/93. Saliger kreierte zahlreiche österreichische Markennamen wie zum Beispiel das Molkefruchtgetränk „Lattella“.

## Politik
Saliger war zwischen 1979 und 1988 Gemeindevertreter in Plainfeld und wirkte zwischen 1989 und 1991 als Vertreter Salzburgs und der ÖVP im Bundesrat. Er wurde 1991 in den Salzburger Landtag gewählt, wo er als Bereichssprecher mit den Agenden Verkehr, Familien, Arbeitnehmer, Zentralraum, Feuerwehrwesen, Sicherheit und Europa betraut wurde. Innerparteilich war Saliger zwischen 1992 und 2008 Bezirksobmann des Flachgaues. Von April 2004 bis Oktober 2006 war Wolfgang Saliger zudem Klubobmann-Stellvertreter, am 18. Oktober 2006 wurde er zum Dritten Präsident des Salzburger Landtages gewählt. Mit dem 28. Mai 2008 stieg Saliger schließlich zum Zweiten Landtagspräsidenten auf. Saliger trat bei der Landtagswahl 2009 nicht mehr an und schied per 22. April 2009 aus dem Landtag aus. Er hatte zuvor angekündigt, nach seiner politischen Karriere als Ombudsmann tätig sein zu wollen.

## Auszeichnungen
- Goldene Ehrennadel der Gemeinde Plainfeld (2009)[2]
- Großes Ehrenzeichen des Landes Salzburg (2010)[3]
- Ehrenbürgerschaft der Gemeinde Plainfeld (2016)[4]